# 24998 Hermite
24998 Hermite è un asteroide della fascia principale. Scoperto nel 1998, presenta un'orbita caratterizzata da un semiasse maggiore pari a 2,2692179 au e da un'eccentricità di 0,1209650, inclinata di 1,97138° rispetto all'eclittica.
L'asteroide è dedicato al matematico francese Charles Hermite.